# Wacław Gojniczek
Wacław Gojniczek (ur. 16 lipca 1965 w Cieszynie) – polski historyk, dr hab. nauk humanistycznych, adiunkt Instytutu Historii Wydziału Humanistycznego Uniwersytetu Śląskiego w Katowicach.

## Życiorys
Ukończył I Liceum Ogólnokształcące im. Antoniego Osuchowskiego w Cieszynie. W latach 1984–1989 studiował historię o specjalizacji archiwalnej na Uniwersytecie Śląskim w Katowicach. 21 kwietnia 1999 obronił pracę doktorską Dzieje szlacheckiej rodziny Tschammerów z Iskrzyczyna. Pochodzenie, genealogia, pozycja społeczna, 21 kwietnia 2015 habilitował się na podstawie pracy zatytułowanej Urzędy książęce i ziemskie w ustroju księstwa cieszyńskiego 1477–1653. Pracował w Naczelnej Dyrekcji Archiwów Państwowych oraz w Archiwum Państwowym w Katowicach.
Objął funkcję adiunkta w Instytucie Historii na Wydziale Humanistycznym Uniwersytetu Śląskiego w Katowicach.

## Publikacje
- Urzędy książęce i ziemskie w ustroju księstwa cieszyńskiego 1477–1653, Katowice 2014.

### Edycje źródłowe
- Urbarz państwa skoczowsko-strumieńskiego z 1621 r., Skoczów 1999, ss. 102;
- Leopold Jan Szersznik, Materiały genealogiczno-heraldyczne do dziejów szlachty księstwa cieszyńskiego (Bibliotheca Tessinensis T. 1, seria Polonica T. 1, Cieszyn 2004, ss. 392. [ISBN 83-914331-6-1]
- Jerzy Fryderyk Erdmann Klette z Klettenhofu, Pamiętniki kościoła ewangielickiego z łaski danego przed Cieszynem przed stema laty założonego przy świętobliwym obchodzeniu miłościwego lata 24 maja 1809, wprowadzenie i edycja W. Gojniczek, Marcin Gabryś, Cieszyn 2009, ss. 72 + 39. [ISBN 978-83-907639-1-0]